# Berlepsch (Adelsgeschlecht)

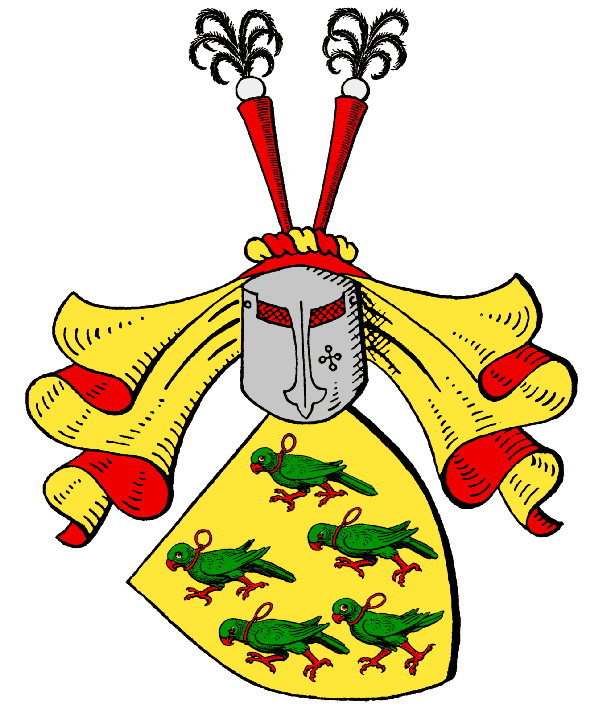
Wappen derer von Berlepsch

Berlepsch ist der Name eines alten, ursprünglich niedersächsischen Adelsgeschlechts. Die Familie, deren Zweige zum Teil bis heute bestehen, gehört zum Uradel im Leinegau. Später gelangten die Herren von Berlepsch vor allem in Hessen, aber auch in Thüringen, Sachsen und Westfalen zu Besitz und Ansehen. Die Familienmitglieder mit Grundbesitz in Hessen sind bis in die Gegenwart in der Althessischen Ritterschaft immatrikuliert.

## Herkunft
Erstmals erwähnt wird das Geschlecht mit Cunradus de Berleibisin in einer am 25. Februar 1233 ausgestellten Urkunde. In ihr ist Konrad einer der Zeugen der von Landgraf Konrad von Thüringen erteilten Zustimmung, dass das Kloster Spieskappel Güter nach Leimsfeld und in die heutige Wüstung Snegelbiz nach Waldrecht verpachte und die in landgräflicher Jurisdiktion gelegenen Güter von gewissen Leistungen befreie. Die ununterbrochene Stammreihe der Familie beginnt mit dem Ritter Konrad von Berlepsch († 1271) und dem Knappen Theodrich von Berlepsch († vor 1266), dem Sohn seines Bruders. In einer urkundlichen Verzichtserklärung von 1284 (der dargestellte Sachverhalt der Urkunde geschah wohl mindestens 18 Jahre zuvor, da der Zeitpunkt, auf den die Urkunde datiert wird, nach dem Tod beider Ritter ist, die auch Siegler der Urkunde sind), der gemäß der Urkunde eine Bedrängnis des Konvents des Frauenklosters Weißenstein durch beide Ritter (von Berleipse) wegen einem und zwei halber Zehnten (zu Oberwehlheiden, Niedervellmar und Obersimmershausen) vorausging, sind unter anderem ein Graf Albert von Wallenstein, Graf Burchard von Ziegenberg, Conrad von Wehren, Eckehard von Felsberg, Theoderich von Elben, Heinrich von Rengshausen, Conrad von Bartherode, Ludwig von Blumenstein, Conrad von Weimar und Wernher von Geismar als Siegler bzw. Zeugen genannt. Ältere Schreibweisen des Namens waren auch Berleibisin, Berleybischin und Berlevessen.
Schannat (1683–1739) nahm an, dass das Adelsgeschlecht Berlepsch aus den Geschlechtern von Berlips und von Berleves (Berleywes) hervorging und sich deren Wappen vereinigten, wobei Sittiche zum Wappen des ersteren Geschlechts gehörten und Sparren zum Wappen des zweiteren. Von Meding nahm an (Nachrichten von adelichen Wapen, 1786–1791), dass beide Wappen bereits von einem Geschlecht stammten. V. Meding wird durch eine Urkunde aus dem 13. Jahrhundert bestätigt.
Nach Happel und Letzner (1531–1613) hieß das Geschlecht Bernewizko und war in Mähren an der ungarischen Grenze ansässig. Von dort sei es unter König Heinrich (einem Urgroßvater Barbarossas) im 11. Jahrhundert nach Niedersachsen und von dort nach Hessen gekommen.
1858 wurde bereits ein gemeinsamer Ursprung der Freiherren von Bernewitz und der Freiherren von Berlepsch bei jener „uralten mährischen Familie Bernevizko“ behauptet und in diesem Sinne etwas später (1869) auch nicht mehr nur mutmaßlich eine Stammverwandtschaft mit den Herren von Barnewitz, die Mitte des 12. Jahrhunderts mit Albrecht dem Bären nach Brandenburg einwanderte. Die Familie Bernewitz aus Mähren gehörte demnach ihrerzeit „zu den mächtigsten Dynasten-Geschlechtern des Landes“.
Darauf folgte wohl (sowohl zeitlich als auch geographisch) die böhmische Familie Berleviczko, mit der sich nach M. Gritzner und A. M. Hildebrandt die Herren von Berlepsch „in früherer Zeit als stammverwandt verbunden hatte“.
Auch Valentin König führte die Stammreihe des Geschlechts mit den Brüdern Heinrich und Dietrich von Bernewizko an, die 1070 an den Hof des Herzogs Otto zu Sachsen gekommen sein und sich von dort im Jahr 1079 zu Jühnde in Göttingen niedergelassen haben sollen.

## Name, Burg/Schloss und Stammsitz
Namen gebendes Stammhaus war Berlevessen, heute Barlissen, ein Ortsteil der Gemeinde Jühnde in Süd-Niedersachsen im Landkreis Göttingen. 1297 kündigte Herzog Albrecht der Feiste von Braunschweig in einem Versprechen an Göttingen an, die Burg zerstören zu lassen. Mitte des 14. Jahrhunderts, wohl nach dem Tod Herzog Albrechts 1318 zerstörten hessische Truppen die Burg.

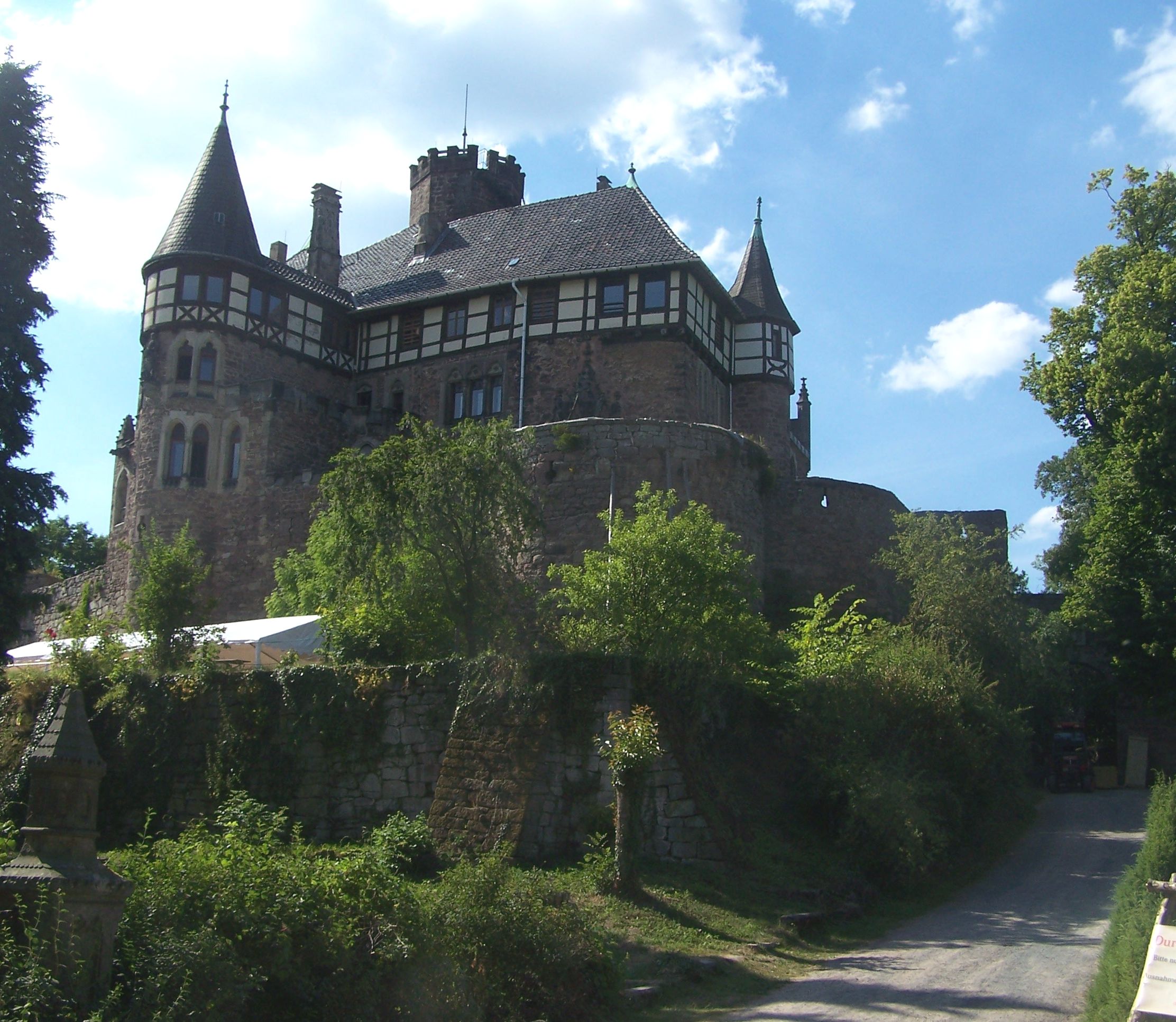
Schloss Berlepsch

Die Linie mit dem Sparrenwappen Berleves (Nachfahren von Konrad) ließ sich daraufhin im Schloss Ziegenberg nieder, während die Angehörigen der Berleves-Linie mit dem Sittichwappen (Nachkommen von Konrads Neffen Theoderich) teilweise auf dem um das Jahr 1149 von Arnold von Berlepsch errichteten Schloss Arnstein und ab 1338 teilweise auf Bischoffshausen jeweils zum Lehen unterkamen.
Späterer Stammsitz wurde das um das Jahr 1370 (Baubeginn 1368) von Arnold von Berlepsch (Berleves) errichtete Schloss Berlepsch bei Witzenhausen an der Werra.
Arnolds Sohn Hans von Berlepsch († 1399) ist im Jahr 1357 als Schultheiß zu Eschewege belegt. „In einem gemeinsamen Landsterben“ starb er einschließlich seiner 12 Söhne an der Pest. Dazu werden noch 6 Töchter erwähnt, von denen zwei die Pest überlebten, und auch das Stammbuch der Althessischen Ritterschaft weiß von zumindest einer später verheirateten Tochter. Die verstorbenen Kinder seien im Wilhelminerkloster Witzenhausen beigesetzt worden.
Daraufhin brachte sich Tilo von Berlepsch aus Ziegenberg, Arnolds Onkel vierten Grades, gegen den Willen des Landgrafen Heinrich II. in Besitz der Burg, woraufhin sie im Jahr 1400 durch hessische Truppen zerstört und wiederaufgebaut wurde. Vorherige Einigungsversuche, die erst auf mündliche Botschaften des Landgrafen nach unbeantworteten Briefen zustande kamen, ließ Tilo von Berlepsch nichts bewirken (Thilo von Berlepsch konnte wohl weder lesen noch schreiben), wie Georg Landau 1842 schilderte.
1461 wurde das Schloss Berlepsch von Sittich von Berlepsch im Tausch gegen die Burg Sensenstein vom hessischen Landgrafen Ludwig II. zurückerlangt. Ritter Sittich von Berlepsch ließ sie daraufhin mit Mauern, Türmen und Zwingern verstärken. In der Zwischenzeit hatten die von Lauerbach das Schloss besessen.
Spätestens im Jahr 1605 von Johann Siebmacher wurde das Geschlecht, das zu diesem Zeitpunkt nur noch aus der Linie der Berlips bestand, in der Literatur das erste Mal als Berlepsch bezeichnet.
Das Schloss Berlepsch ist bis heute in Familienbesitz.

## Ausbreitung und Persönlichkeiten
1369 erhielt Arnold von Berlepsch durch Heinrich II. das erbliche Amt eines Kämmerers der Landgrafen von Hessen. Danach bekleidete jeweils der älteste, in Hessen landsässige Berlepsch das damalige Amt des Erbkämmerers von Hessen, das eins der vier höchsten Hofämter im hessischen Adel war.
Um die 1470er Jahre wurde das Amt Ludwigsstein an Sittich den Älteren und Kaspar von Berlepsch verpfändet. Sittich von Berlepsch beschäftigte sich später mit landgräflichen Diensten und wurde 1487 Rat bei Willhelm III., während Kaspar von Berlepsch, der 1487 in der Vogtrechnung des Amtes Bilstein im Zusammenhang mit Getreidelieferungen an die Burg Ludwigsstein mehrfach erwähnt ist, wahrscheinlich die Amtsgeschäfte auf Ludwigsstein weiterführte.
Der fuldische Lehn-Hof von Friedrich Schannat erwähnt Arnold und Tilo von Berlepsch (Tylo & Arnoldus Fratres de Berleves) im 14. Jahrhundert und die Dörfer Ermenesvverde, Soderode und Blickershusen unter ihrer Schirmherrschaft (cum Jure Patronatus). Arnolds Sohn Johann von Berlepsch (Ioannes de Berlevves) wird mit Ermesvverde und dem Zehnten zu Willershusen erwähnt.
Johann „Hans“ Sittich von Berlepsch war Kommandant und Amtmann auf der Wartburg, als Martin Luther dort auf der Rückreise vom Wormser Reichstag in Sicherheit gebracht wurde. Er erwarb 1523 die Burg Seebach.
Sein Sohn Hans von Berlepsch stand am Anfang der von 1588 bis 1851 währenden Herrschaft der Berlepsch über das Schloss Buhla. Er kaufte auch die Burg Großbodungen, die er von 1575 bis 1584 in ihre „bis heute prägende architektonische Gestalt“ umbauen ließ.
1525 erwarb Caspar von Berlepsch mit der Wolfsburg ein ansehnliches Anwesen in Marburg. Sein Sohn Erich Volkmar von Berlepsch († 1589) wurde ebenfalls kursächsischer Geheimrat, Oberhauptmann in Thüringen und Oberhofrichter zu Leipzig. Sein jüngster Bruder Curt Thilo von Berlepsch starb 1589 als kursächsischer Rat und Oberaufseher der Grafschaft Mansfeld. Von ihm stammte Sittich von Berlepsch, Herr auf Thomasbrücken, ab. Dieser hatte vier Söhne, von denen der jüngste, Wilhelm Ludwig von Berlepsch, 1679 verstarb. Aus dessen Ehe mit Gertrud Wolff von Gudenberg stammten die Söhne Sittich Herbold und Peter Philipp. Nach Wilhelm Ludwigs Tod kam Gertrud (Maria Josephe Gertrud) nach Düsseldorf und stand bei der pfalzgräflich neuburgischen Prinzessin Maria Anna in höchster Gunst. Nach der Hochzeit der Prinzessin mit Karl II. von Spanien ging sie mit dieser nach Spanien und gewann dort großen Einfluss auf die Regierung des Königreiches. Nach dem Tod von König Karl II. kaufte sie vom Grafen von Croy die Reichsherrschaft und das Schloss Myllendonk bei Mönchengladbach und wurde 1695 mit ihren beiden Söhnen in den Reichsgrafenstand erhoben. 1706 wurde sie gefürstete Äbtissin des weltlichen Damenstifts in der Prager Neustadt.
Ihr Sohn Peter Philipp von Berlepsch, der bereits am 8. August 1695 zusammen mit seiner Mutter und seinem Bruder in den Reichsgrafenstand erhoben worden war, wurde 1697 kaiserlicher Hofrat und 1699 königlich spanischer Gesandter am kaiserlichen Hof. Er erhielt vom spanischen König Karl II. eine reiche Abtei in Sizilien, starb aber bereits 1721 im Alter von 46 Jahren. Sein Bruder Sittig Herbold von Berlepsch erhielt von der Mutter die Herrschaft Myllendonk und wurde kaiserlicher Kämmerer. Diese Linie erlosch 1732 mit Philipp Anton Graf von Berlepsch (* 1702, † 1732), kurtrierischer Kammerherr und Malteserritter, kinderlos vermählt mit seiner Cousine.
Ludwig Hermann von Berlepsch (* 25. Januar 1782; † 5. April 1845) war kurhessischer Generalmajor und Erbkämmerer. Seine Tochter, Karoline von Berlepsch (* 1820; † 1877), aus der Ehe mit Melusine von Kruse, heiratete in morganatischer Ehe den Kurfürsten Wilhelm II. von Hessen-Kassel. Sie erhielt vom Kurfürsten 1844 den Titel einer Baronin von Bergen und 1846 den österreichischen Titel einer Gräfin von Bergen.
Die Familie war vor allem in Kurhessen reich begütert. Bei Göttingen war Streulehn in Familienbesitz. In der späteren preußischen Provinz Hannover waren Angehörige des Geschlechts im Landkreis Northeim besitzlich. Im Königreich Sachsen war unter anderem Proschwitz (heute Ortsteil von Meißen) im Besitz bzw. Teilbesitz der Familie. In der späteren preußischen Provinz Sachsen war im Landkreis Langensalza ein Gut in Welsbach und die Burg Seebach ab 1527 im Familienbesitz; der Ornithologe Hans von Berlepsch begründete dort 1877 die erste Vogelschutzwarte. Von 1602 bis 1624 gehörte das Amt Rammelburg mit dem Schloss Rammelburg Caspar von Berlepsch, der auch Großbodungen und Buhla besaß.
Der Geschlechterverband der Grafen und Freiherren von Berlepsch hält alle zwei Jahre Familientage ab.

## Standeserhebungen
Die im vorherigen Kapitel genannten Standeserhebungen werden hier nicht mehr aufgeführt.
Am 27. August 1869 zu Berlin erhielt Karl Friedrich von Berlepsch den preußischen Grafenstand nach dem Recht der Erstgeburt (Primogenitur) am Besitz des Majorats Berlepsch. Am 18. September 1878 zu Potsdam Neues Palais ist dem Nachgeborenen des ersten Grafen die Führung des Freiherrentitels durch Allerhöchste Kabinettsorder gestattet.
Hans von Berlepsch, königlich preußischer Landrat und späterer Staatsminister, erhielt zusammen mit seinem Bruder Richard von Berlepsch, königlich sächsischer Premierleutnant außer Dienst, am 24. Februar 1876 zu Berlin durch Heroldsamtsreskript, eine preußische Anerkennung zur Führung des Freiherrentitels. Ebenfalls eine preußische Anerkennung zur Führung des Freiherrentitels erhielt Rudolf von Berlepsch auf Seebach und Großgottern im Landkreis Langensalza, am 5. Oktober 1881 zu Baden-Baden durch Allerhöchste Kabinettsorder.
Am 26. Februar 1909 zu Dresden wurde Hans von Berlepsch, königlich-sächsischer Kammerherr, Major zur Disposition und Hofmarschall des Prinzen Johann Georg von Sachsen, in den königlich-sächsischen Freiherrenstand erhoben. Eine Eintragung in das sächsische Adelsbuch unter der Nummer 341 erfolgte am 12. November 1910. Am 15. November 1910 wurde Otto Berlepsch, Bahnmeister, in das königlich-sächsische Adelsbuch unter der Nummer 342 eingetragen.

## Wappen

### Sittichwappen
Das Sittichwappen, das Stammwappen der Familie Berlepsch ist, zeigt in Gold fünf (2:2:1) rot bewehrte grüne Sittiche mit roten Halsbändern. Auf dem Helm mit rot-goldenen Decken zwei rote, unten spitz zusammengesetzte Stäbe (Spickel), deren jeder eine silberne, oben mit sieben schwarzen Hahnenfedern besteckte Kugel trägt. Nach Vermutung des kursächsischen Hofwappenmalers Johann August Milhauser, handelte es sich bei den Kugeln ursprünglich um Granatäpfel.
Nach dem Stammbuch der althessischen Ritterschaft war Konrad von Berlepsch ein früher Vorfahre Stammes mit dem Sittichwappen.
1858 wurde das Stammwappen der „uralten mährischen Familie Bernewizko“ als „noch jetzt“ von der Familie Berlepsch verwendet betrachtet.

### Sparrenwappen
Dem Stammbuch der althessischen Ritterschaft zufolge war Theoderich von Berlepsch, der Neffe Konrads ein früher Vorfahre des Stammes mit dem Sparrenwappen.
Das Sparrenwappen war nach Maximilian Gritzner und Adolf Mathias Hildebrandt ursprünglich das Wappen der böhmischen Familie von Berleviczko, mit der sich die Herren von Berlepsch in früherer Zeit, so Gritzner und Hildebrandt, stammverbunden sahen.

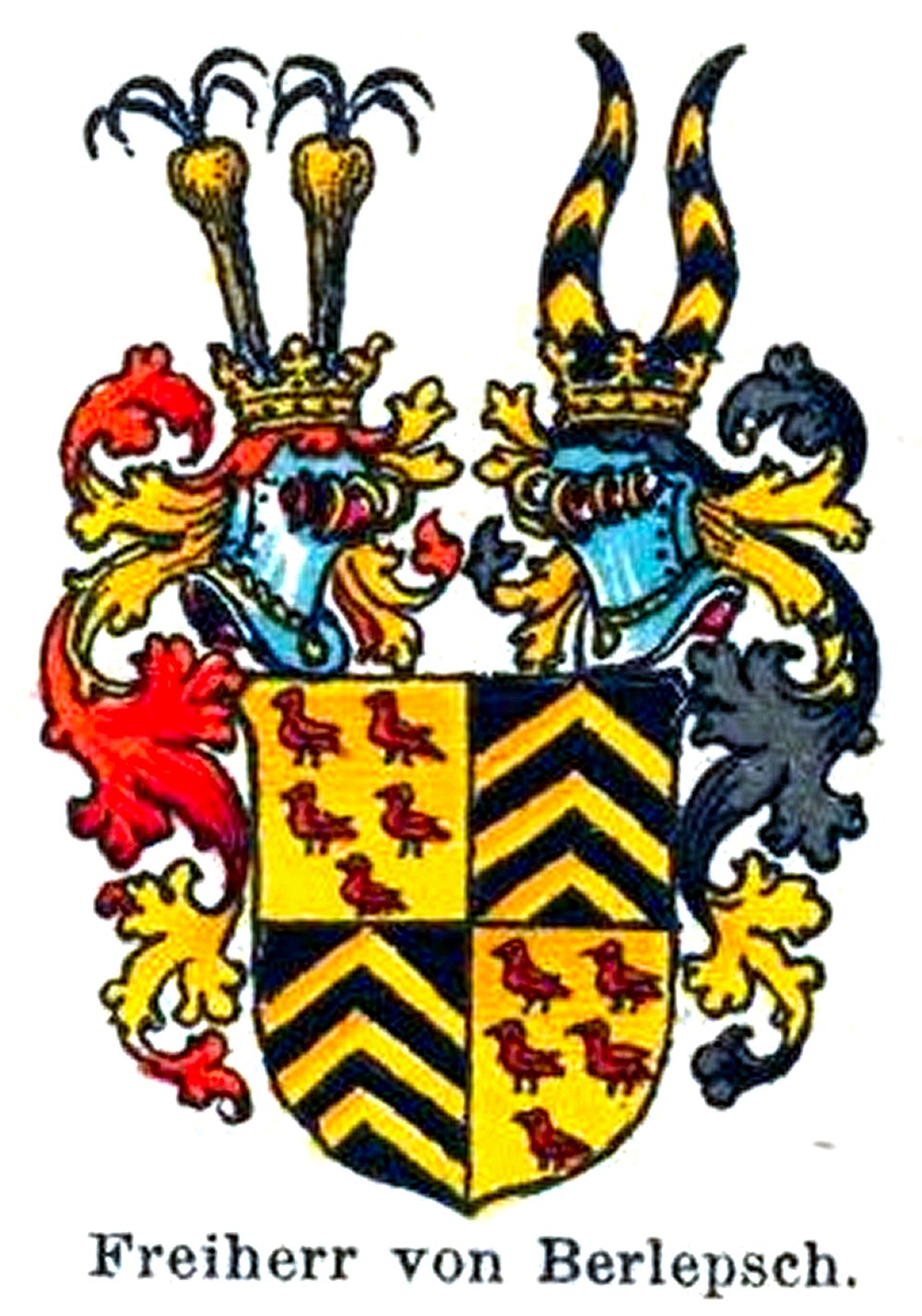
Berlepsch-Wappen zwischen 1900 und 1920

### Geviertes Wappen
Später wurde ein geviertes Wappen mit zwei Helmen gebräuchlich. 1 und 4 das Stammwappen, 2 und 3 in Schwarz drei goldene Sparren übereinander. Rechts der Stammhelm, auf dem linken Helm mit schwarz-goldenen Helmdecken zwei schwarze Büffelhörner, je belegt mit den drei goldenen Sparren.
Das gevierte Wappen kam am 5. August 1695 auf, als die Brüder Sittig Herbald, kaiserlicher Gouverneur und Peter Phillip, kaiserlicher Reichshofrat, von Kaiser Leopold I. in Wien in den Reichsgrafenstand erhoben wurden. Die Beschreibung ihres reichsgräflichen Wappens in der Wiener Reichskanzlei gleicht im Wesentlichen der Beschreibung des Wappens im Grafendiplom von 1869. Es wurde auch Anfang des 20. Jahrhunderts bei A. M. Hildebrandt abgebildet.

### Herren von Bernewitz

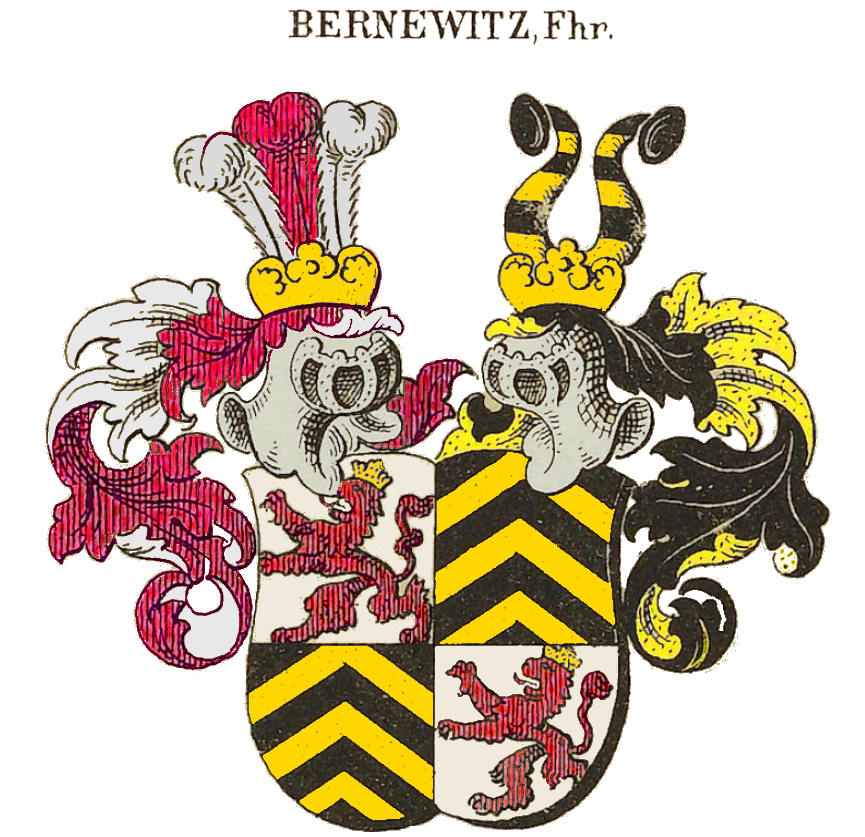
Wappen der Freiherren von Bernewitz

Das sächsische, braunschweigische und preußische Adelsgeschlecht Bernewitz, das auch mit der märkischen erloschenen, auch nach Dänemark übersiedelten Familie Barnewitz eines Stammes und Wappens (roter Löwe auf Silber) gewesen ist, ist nach Ernst Heinrich Kneschke nicht gleichen Stammes mit den Herren von Berlepsch bzw. Berneviczko, weil sie auch nicht gleichen Wappens gewesen sind, wenngleich drei Jahre zuvor ein gemeinsamer Ursprung der Freiherren von Bernewitz und der Freiherren von Berlepsch bei der uralten mährischen Familie Bernevizko behauptet wurde.
1867, acht Jahre nachdem Kneschke sein Buch publiziert hatte, wurde den Herren von Bernewitz die Führung des freiherrlichen Titels erlaubt – 1858 wurden sie schon als „Freiherren von Bernewitz“. bezeichnet.
Sie führten jedenfalls ein dem berlepschen gevierten Wappen ganz ähnliches geviertes Wappen mit drei goldenen Sparren auf schwarz in 2 und 3 und drei Straussfedern auf dem linken Helm und zwei Büffelhörnern auf dem rechten Helm.

### Legende
Eine Legende zur Entstehung des Sittich-Wappens lautet so:

„Als Kaiser Barbarossa einen Ritter von Berlepsch mit gezähmten Vögeln angetroffen und ihn wegen dieses einem Ritter nicht ziemenden Spiels gerügt habe, soll der Berlepsch erwidert haben, dass er seine ritterliche Gefolgschaft niemals dem Reiche versagt und er diese Vögel von seiner Fahrt in das ,Heilige Land‘ mitgebracht habe, worauf ihm der Kaiser geboten habe, fortan diese Vögel im Wappen zu führen“

Eine andere Quelle zur Sage beginnt so:

„Laut Wappensage nächtigte Kaiser Friedrich Barbarossa bei seinen Reisen durch das Land nach damaligem Brauch auf der Burg eines Berlevessen (erst im fünfzehnten Jahrhundert lautete sich Berlevessen in Berlepsch um). Als er am nächsten Morgen seinen Gastgeber in Kurzweil mit unbekannten grünen Vögeln beobachtete, tadelte er ihn ob dieser für einen Rittersmann unziemlichen Beschäftigung.“

## Bekannte Mitglieder des Geschlechts
- Arnold von Berlepsch (* 1324; † 1379), landgräflicher Marschall und Erbkämmerer
- August von Berlepsch (* 1815; † 1877), Erfinder der beweglichen Bienenwabe und damit Begründer der modernen Imkerei
- August Adolph von Berlepsch (* 1790; † 1867), königlich-sächsischer Oberlandforstmeister
- Burkhardt von Berlepsch (* 1619; † 1691), Mitglied der Fruchtbringenden Gesellschaft
- Carl Heinrich von Berlepsch (* 1694; † nach 1777), fürstlich-würzburgischer Generalfeldmarschallleutnant
- Carl Ludwig von Berlepsch (* 1791; † 1848), Landrat und Mitglied der kurhessischen Ständeversammlung
- Caspar von Berlepsch († 1521), landgräflicher Erbkämmerer
- Caspar Adam von Berlepsch auf Teuchern († 1706), Erbkämmerer von Hessen[48]
- Dietrich Otto von Berlepsch (* 1823; † 1896), Präsident des Landeskonsistoriums der Evangelisch-Lutherischen Landeskirche Sachsens
- Eitel von Berlepsch (* 1539; † 1602), Kommandant der Festung Ziegenhain und landgräflicher Gouverneur der Grafschaft Ziegenhain
- Emilie von Berlepsch (geb. von Oppel; * 1755; † 1830), Schriftstellerin
- Erich Volkmar von Berlepsch (* um 1525; † 1589), Oberhofrichter, Amtshauptmann
- Erich Volkmar von Berlepsch (* 1707; † 1749), Kreishauptmann
- Friedrich Ludwig von Berlepsch (* 1749; † 1818), hannoverscher Hofrichter, Land- und Schatzrat und Publizist, Jurist
- Gabriel von Berlepsch (* 1984), deutscher Film- und Theaterschauspieler
- Georg Freiherr von Berlepsch, befehligte beim Unternehmen Eiche am 12. September 1943 die zur Befreiung Mussolinis eingesetzte 1. Kompanie des Fallschirmjäger-Lehr-Bataillons
- Georg Friedrich von Berlepsch (* 1727; † 1799), Domdechant, Konsistorialpräsident und Rittergutsbesitzer
- Hans von Berlepsch (Kämmerer) (1531–1593), deutscher Hofbeamter
- Hans Freiherr von Berlepsch (1857–1933), deutscher Offizier und Ornithologe
- Hans von Berlepsch (Hofmarschall) (1868–1928), deutscher Major und Hofmarschall
- Hans Eduard von Berlepsch-Valendas (1849–1921), Schweizer Architekt und Maler
- Hans Hermann von Berlepsch (1843–1926), deutscher Jurist, Politiker und Sozialreformer
- Hans Hermann Carl Ludwig von Berlepsch (1850–1915), deutscher Ornithologe
- Hans Sittich von Berlepsch (um 1480–1533), deutscher Ritter und Amtmann
- Hartmann von Berlepsch (* 1601; † 1671), Rittmeister, Mitglied der Fruchtbringenden Gesellschaft
- Heinrich Moritz von Berlepsch (* 1736; † 1809), sächsischer Kammerherr und Landkomtur der Ballei Thüringen
- James von Berlepsch (* 1935; † 2008), Schauspieler, Theatergründer und Theaterleiter
- Karl Friedrich von Berlepsch (* 1821; † 1893), Erbkämmerer von Hessen und Mitglied des preußischen Herrenhauses
- Karl von Berlepsch (1882–1955), deutscher Schriftsteller, Lyriker und Maler
- Karoline von Berlepsch (* 1820; † 1877), Gräfin von Bergen, dritte Gattin des Kurfürsten Wilhelm II. von Hessen-Kassel
- Lina von Berlepsch (* 1829; † 1899), Schriftstellerin, Ehefrau des August von Berlepsch
- Ludwig Hermann von Berlepsch (* 1782; † 1845), Erbkämmerer und kurhessischer Generalmajor
- Marie Gertrude von Berlepsch (* 1654; † 1723), geb. Wolff von Gudenberg, Oberhofmeisterin der spanischen Königin
- Maria Goswina von Berlepsch (* 1845; † 1916), Tochter von H.A. von Berlepsch, Schriftstellerin
- Otto Wilhelm von Berlepsch (* 1618; † 1683), sächsischer General, Mitglied der Fruchtbringenden Gesellschaft
- Sittich von Berlepsch († 1470), Stammvater des Geschlechts Berlepsch unter den 5 Sittichen und landgräflicher Erbkämmerer sowie Landvogt an der Lahn
- Sittich von Berlepsch († 1513), fünfter Erbkämmerer von Hessen, Herr auf Berlepsch, Melsungen, Ludwigstein und Staufenberg sowie landgräflicher Gesandter, Hofmeister und Statthalter zu Kassel
- Thimon von Berlepsch (* 1978), Zauberkünstler
- Tilo Freiherr von Berlepsch (* 1913; † 1991), Schauspieler
- Thomas Christian von Berlepsch (* 1668; † 1752), Erbkämmerer

Bilder

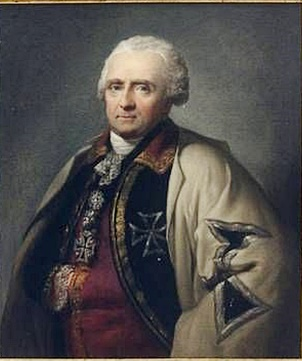
Heinrich Moritz von Berlepsch (* 1737; † 1809), Komtur der Deutschordensballei Thüringen
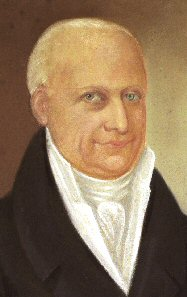
Friedrich Ludwig von Berlepsch (* 1749; † 1818), Hofrichter, Land- und Schatzrat
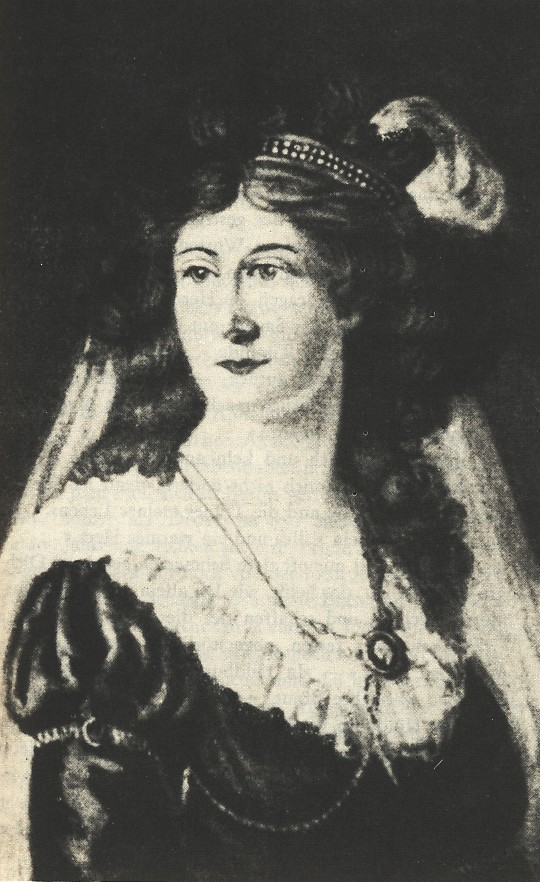
Emilie von Berlepsch (* 1755; † 1830), Schriftstellerin
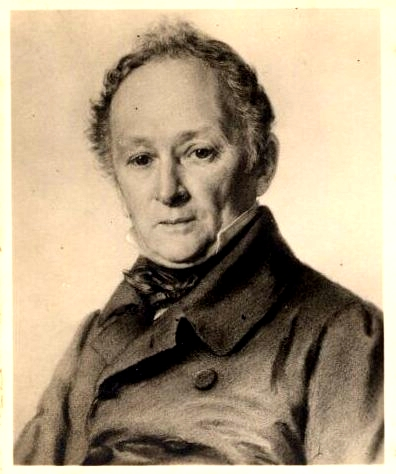
August Adolph von Berlepsch (* 1790; † 1867), Oberlandforstmeister
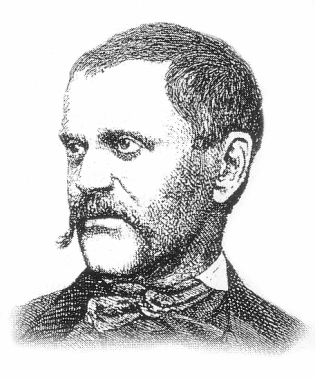
August von Berlepsch (* 1815; † 1877), Begründer der modernen Imkerei
Hans Hermann von Berlepsch (* 1843; † 1926), preußischer Handelsminister
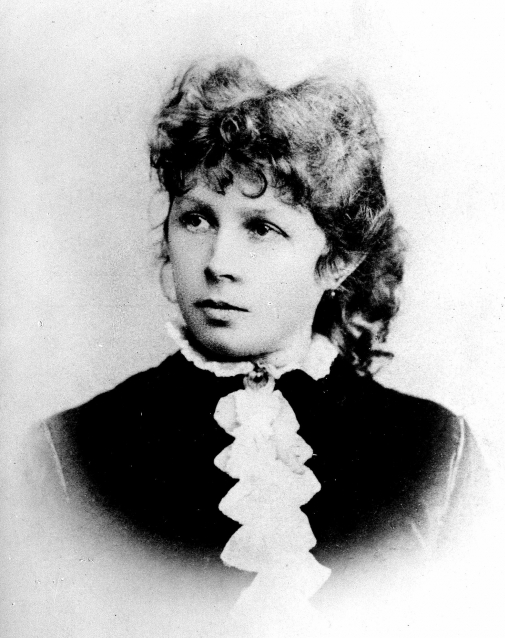
Maria Goswina von Berlepsch (* 1845; † 1916), schweizerisch-österreichische Schriftstellerin
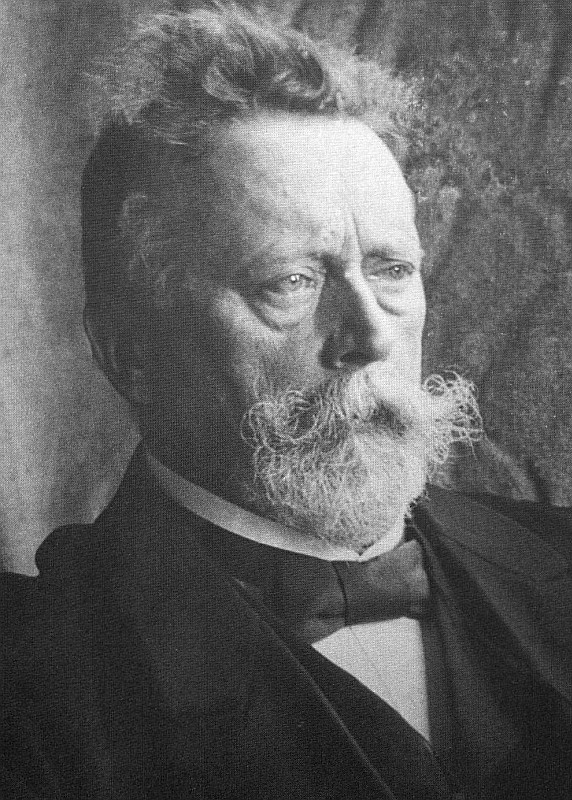
Hans Eduard von Berlepsch-Valendas (* 1849; † 1921), Schweizer Architekt und Maler
Hans Hermann Carl Ludwig von Berlepsch (* 1850; † 1915), Ornithologe
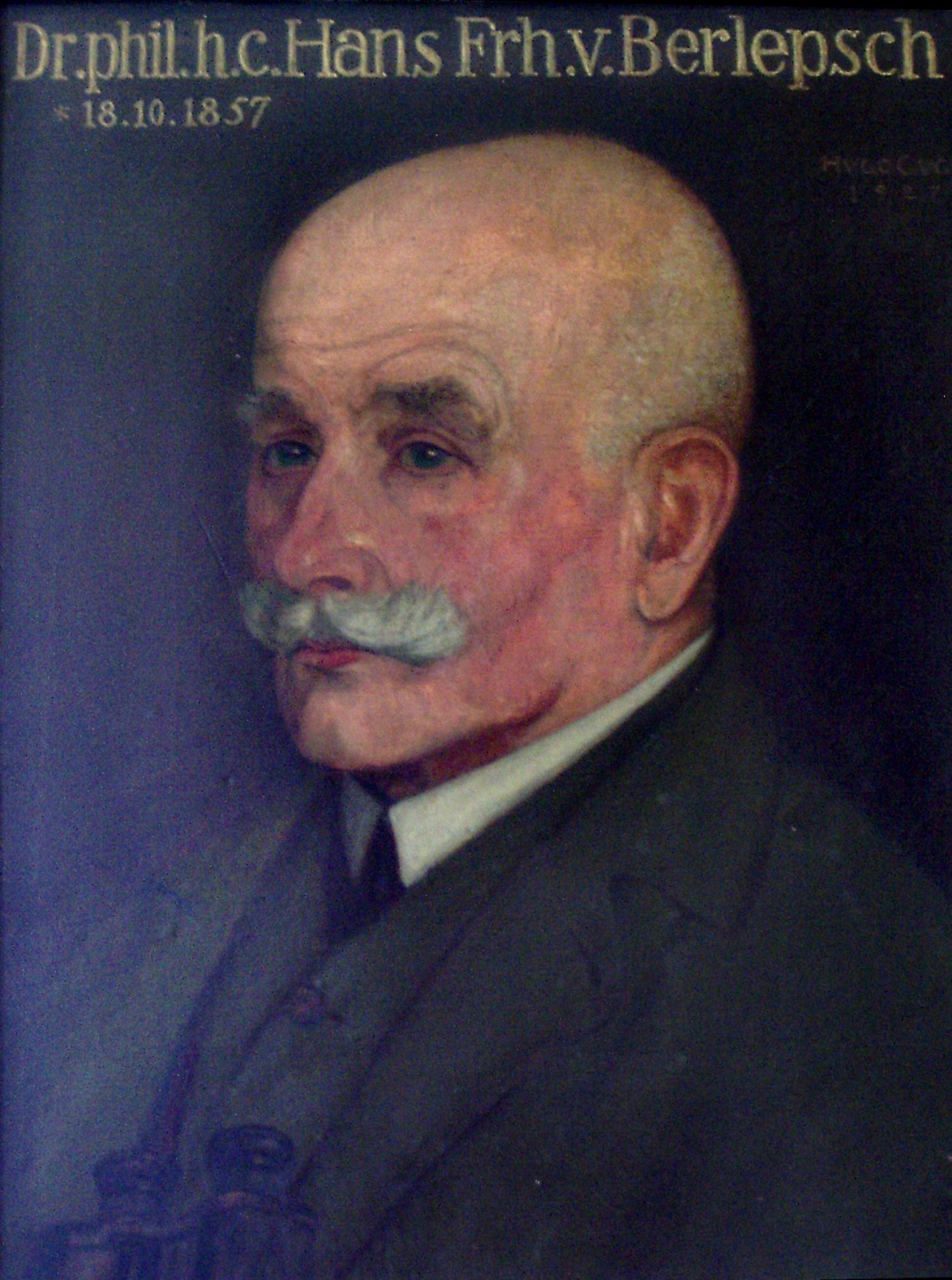
Hans Freiherr von Berlepsch (* 1857; † 1933), Begründer des Vogelschutzes

## Schriftliche Überlieferung
Das Archiv der Familie von Berlepsch wird im Hessischen Staatsarchiv Marburg als Depositum verwahrt und umfasst 311 Urkunden mit einer Laufzeit von 1369 bis 1829 (Best. Urk. 92) und 24 laufende Meter Aktenschriftgut mit einer Laufzeit vom 14. Jahrhundert bis zum frühen 20. Jahrhundert (Best. 340 v. Berlepsch). Der Bestand ist vollständig erschlossen und online recherchierbar.